# Amsterdam Bridge

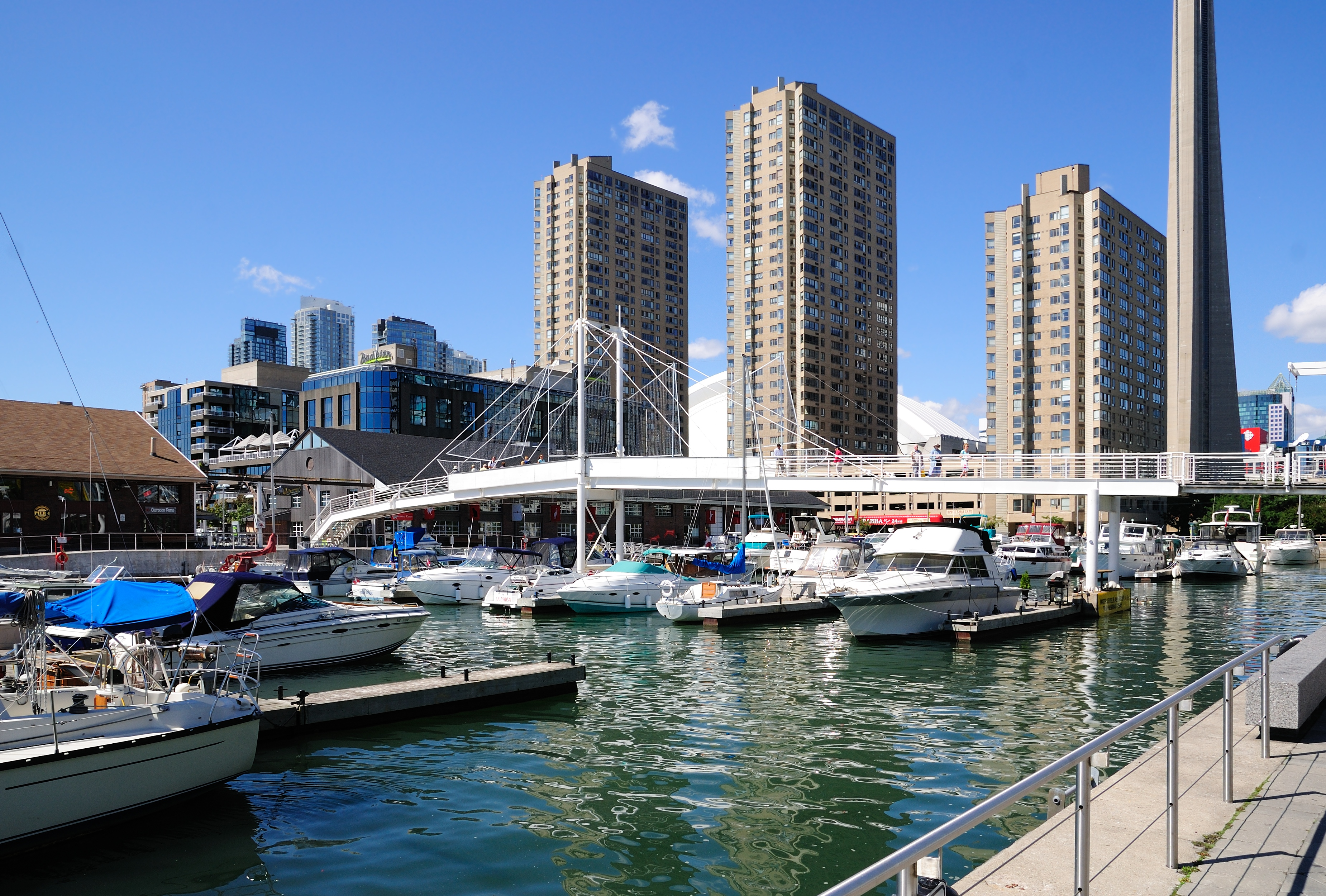
Amsterdam Bridge (2008)

De Amsterdam Bridge is een tuibrug in de havenwijk van de Canadese stad Toronto.
De brug werd in de jaren zeventig aangelegd als symbool van de vriendschap tussen de “zustersteden” Amsterdam en Toronto. Die band blijkt onder meer ook uit de vernoeming van een brug in Amsterdam tot Torontobrug. 
De voetgangersbrug in Toronto heeft een plaquette met de tekst:
"This Dutch style lift bridge was opened by His Worship Wim Polak, The Mayor of Amsterdam during his official tour of Toronto Harbour on June 25th 1978. It is named the Amsterdam Bridge in Honour of Toronto's Twin City."
Polak was destijds in Toronto om Canadezen over te halen "zijn stad" in 1980 opnieuw te bevrijden.